# Hajime Hosogai
Hajime Hosogai (Maebashi, 10 de junho de 1986) é um futebolista profissional japonês, volante, milita no Kashiwa Reysol.

## Carreira
Hosogai fez parte do elenco da Seleção Japonesa de Futebol, nas Olimpíadas de 2008.

## Títulos
Seleção Japonesa
- Copa da Ásia: 2011

Urawa
- AFC Champions League: 2007
- J. League Campeão: 2006
- Copa do Imperador Campeão: 2005, 2006
- Supercopa do Japão Campeão: 2006